# Catena del Weissmies
La Catena del Weissmies è un massiccio montuoso delle Alpi del Mischabel e del Weissmies nelle Alpi Pennine. Si trova nel Canton Vallese e prende il nome dal Weissmies, che ne è la vetta più significativa.

## Geografia

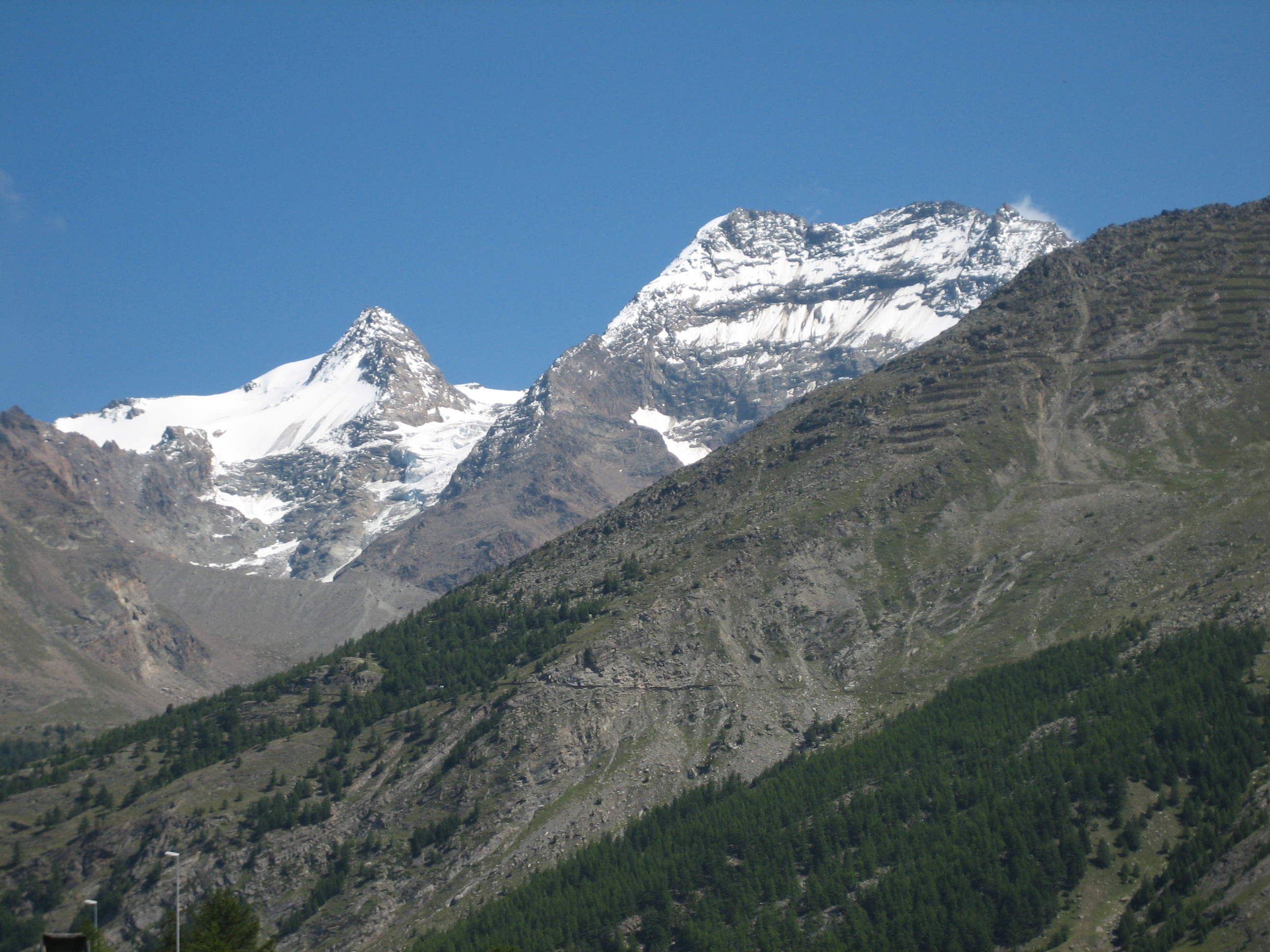
Il Fletschhorn (a sinistra) ed il Lagginhorn (a destra) visti da Saas-Fee.

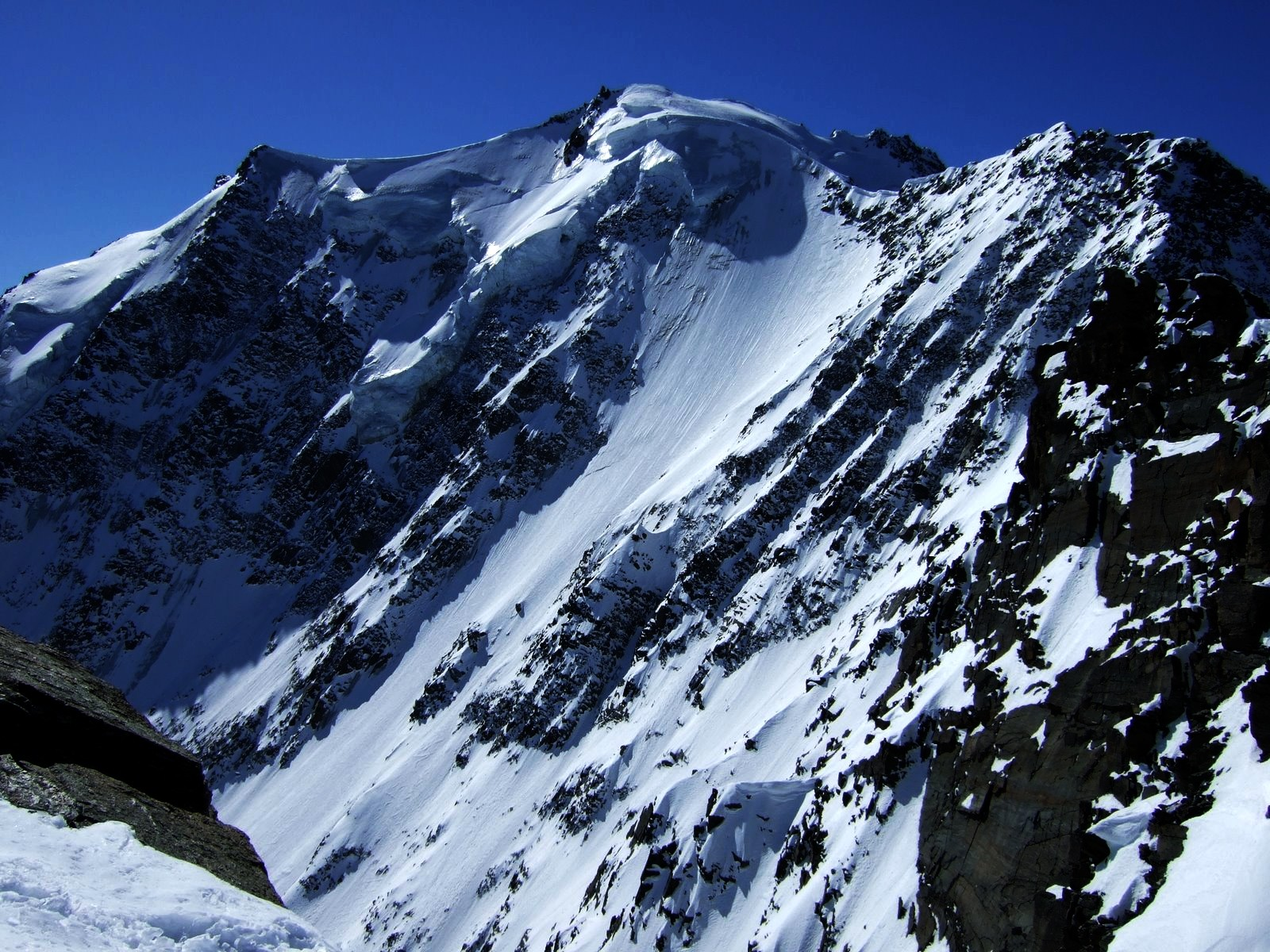
Fletschhorn

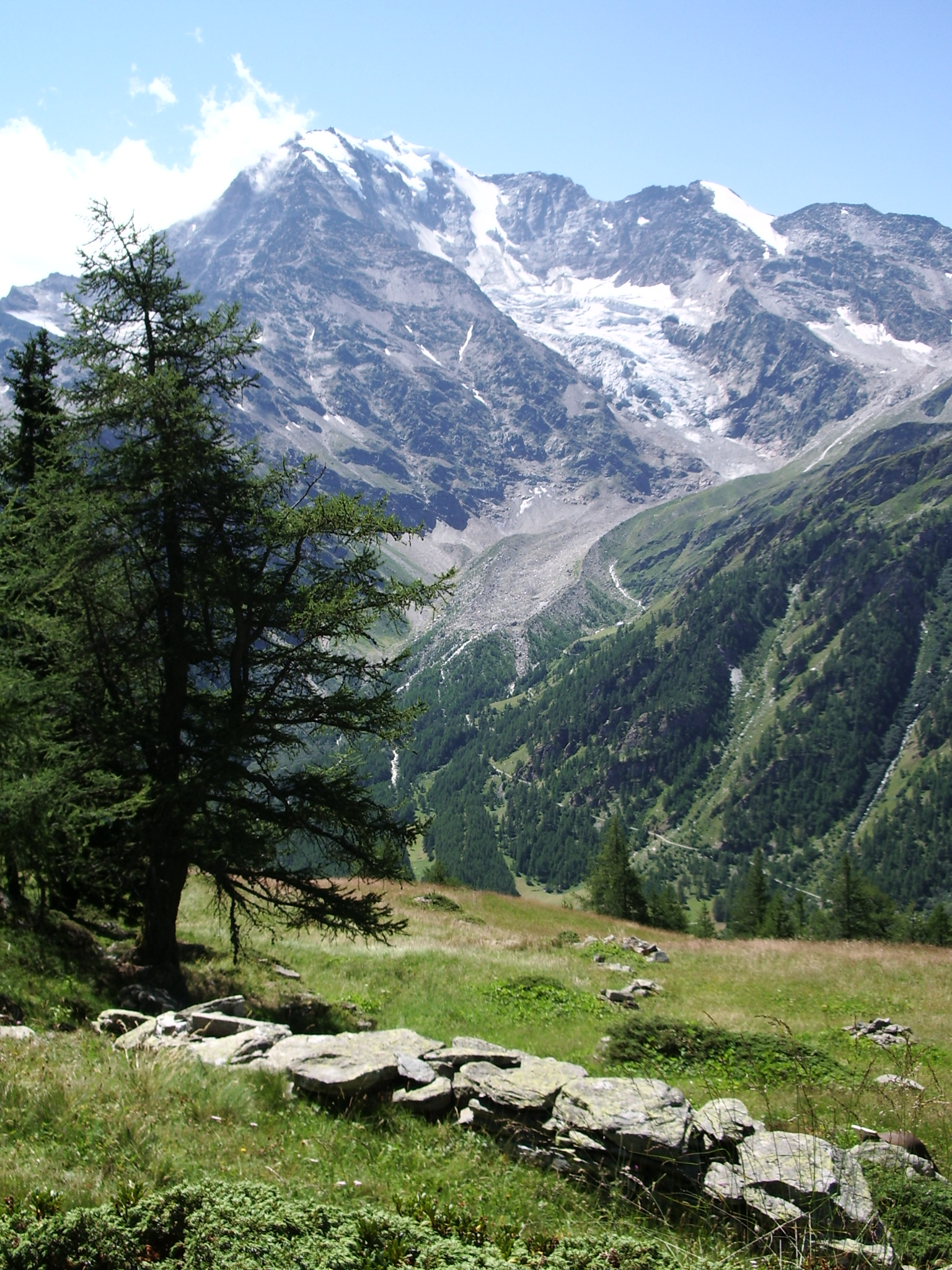
Sengguppa

Il gruppo montuoso raccoglie le montagne tra la Saastal ed il Passo del Sempione.
Ruotando in senso orario i limiti geografici sono: Zwischbergenpass, Saastal, Vispertal, fiume Rodano, Briga-Glis, torrente Saltina, Passo del Sempione, torrente Diveria, Zwischbergental, Zwischbergenpass.

## Classificazione
La SOIUSA individua la Catena del Weissmies come un supergruppo alpino e vi attribuisce la seguente classificazione:
- Grande parte = Alpi Occidentali
- Grande settore = Alpi Nord-occidentali
- Sezione = Alpi Pennine
- Sottosezione = Alpi del Mischabel e del Weissmies
- Supergruppo = Catena del Weissmies
- Codice = I/B-9.V-C

## Suddivisione
Il gruppo montuoso è suddiviso in due gruppi e quattro sottogruppi:
- Gruppo del Weissmies (C.6)
  - Catena Weissmies-Lagginhorn-Fletschhorn (C.6.a)
  - Costiera del Tällihorn (C.6.b)
- Gamserberge (C.7)
  - Catena del Böshorn (C.7.a)
  - Catena del Simelihorn (C.7.b)

Il Gruppo del Weissmies si trova a sud mentre il Gamserberge si trova a nord. Il Rossbodenpass divide i due gruppi.

## Montagne
Le montagne principali del gruppo sono:
- Weissmies - 4.023 m
- Lagginhorn - 4.010 m
- Fletschhorn - 3.993 m
- Senggchuppa - 3.607 m
- Tällihorn - 3.448 m
- Trifthorn - 3.395 m
- Böshorn - 3.268 m
- Mattwaldhorn - 3.246 m
- Ausser Rothorn - 3.147 m
- Simelihorn - 3.124 m
- Ochsehorn - 2.912 m
- Balmahorn - 2.870 m
- Galehorn - 2.797 m
- Spitzhorli - 2.737 m
- Tochuhorn - 2.661 m
- Wenghorn - 2.587 m
- Glishorn - 2.525 m
- Guggilihorn - 2.351 m